# Condado de Dickens
El condado de Dickens (en inglés, Dickens County) es un condado del estado de Texas, Estados Unidos. Tiene una población estimada, a mediados de 2021, de 1740 habitantes.
La sede del condado es Dickens, pero su mayor ciudad es Spur.
El condado tiene un área de 2344 km², de los cuales 9 km² están cubiertos por agua.
Fue fundado en 1876.

## Demografía

### Censo de 2020
Según el censo de 2020, en ese momento había 1770 habitantes, 778 hogares y 434 familias en el condado. La densidad de población es de 0.76 hab/km².
| Raza                   | Núm. | Porc.  |
| ---------------------- | ---- | ------ |
| Blancos                | 1363 | 77.01% |
| Afroamericanos         | 30   | 1.69%  |
| Amerindios             | 12   | 0.68%  |
| Asiáticos              | 2    | 0.11%  |
| Isleños del Pacífico   | 2    | 0.11%  |
| Otras razas            | 163  | 9.21%  |
| De una mezcla de razas | 198  | 11.19% |
| Total                  | 1770 | 100%   |

Del total de la población, el 28.93% son hispanos o latinos de cualquier raza.

### Censo de 2000
En el censo de 2000, había 2762 personas, 980 hogares y 638 familias residiendo en el condado. La densidad de población era de 3 habitantes por milla cuadrada.
La composición racial del condado era la siguiente:
- 77,62% blancos
- 8,18% negros o negros americanos
- 0,36% nativos americanos
- 0,11% asiáticos
- 0,25% isleños
- 12,35% otras razas
- 1,12% de dos o más razas.

Había 980 hogares, de las cuales el 23,10% tenían menores de 18 años, el 54,60% estaban integrados por parejas casadas viviendo juntas, el 7,90% eran familias monoparentales encabezadas por mujeres (sin cónyuge) y 34,80% no eran familias.
El tamaño promedio de una familia era de 2 miembros.
En el condado el 18,50% de la población tenía menos de 18 años, el 10,40% tenía de 18 a 24 años, el 29,70% tenía de 25 a 44, el 22,40% de 45 a 64, y el 19,00% eran mayores de 65 años, La edad promedio era de 39 años. Por cada 100 mujeres había 130,70 hombres. Por cada 100 mujeres mayores de 18 años había 141,90 hombres.

## Nivel de ingresos y pobreza
De acuerdo con la estimación 2016-2020 de la Oficina del Censo, los ingresos medios de los hogares del condado son de $41.141 y los ingresos medios de las familias son de $57.888. Los ingresos per cápita de los últimos doce meses, medidos en dólares de 2020, son de $25.750. Alrededor del 15,3% de la población está por debajo de la línea de pobreza.
Según el censo de 2000, los ingresos medios de los hogares del condado eran de $25.898 y los ingresos medios de las familias eran de $32.500. Los hombres tenían unos ingresos medios de $25.000 frente a $18.571 de las mujeres. Los ingresos per cápita eran de $13.156. El 14,10% de las familias y el 17,40% de la población estaban debajo de la línea de pobreza. Del total de personas en esta situación, 21,30% tenían menos de 18 y el 18,20% tenían 65 años o más.